# Meziluží (Horní Stropnice)
Meziluží (německy Gutenbrunn) je osada, část obce Horní Stropnice v okrese České Budějovice v Jihočeském kraji. Nachází se asi 2,5 kilometru západně od Horní Stropnice. Meziluží je také název katastrálního území o rozloze 7,22 km², které se rozkládá na území přírodního parku Novohradské hory. V katastrálním území Meziluží leží i Chlupatá Ves a Vesce.

## Historie
První písemná zmínka o vesnici pochází z roku 1379.

## Obyvatelstvo
| Rok            | 1869 | 1880 | 1890 | 1900 | 1910 | 1921 | 1930 | 1950 | 1961 | 1970 | 1980 | 1991 | 2001 | 2011 | 2021 |
| -------------- | ---- | ---- | ---- | ---- | ---- | ---- | ---- | ---- | ---- | ---- | ---- | ---- | ---- | ---- | ---- |
| Počet obyvatel | 104  | 95   | 114  | 94   | 93   | 101  | 96   | 53   | 103  | 9    | 11   | 3    | 2    | 5    | 4    |
| Počet domů     | 21   | 18   | 18   | 19   | 18   | 18   | 19   | 10   | 10   | 2    | 3    | 1    | 2    | 5    | 3    |

## Obecní správa
Při sčítání lidu v letech 1850–1960 Meziluží bylo osadou obce Chlupatá Ves, se kterým patřilo nejprve do okresu Kaplice, ale v roce 1950 v okrese Trhové Sviny a od roku 1960 v okrese České Budějovice. Od 12. června 1960 je částí obce Horní Stropnice v okrese České Budějovice.

## Pamětihodnosti
- Přírodní památka Bedřichovský potok